# Домінік Рессель
Домінік Рессель (5 жовтня 1993 , Кіль ) — німецький дзюдоїст, бронзовий призер Олімппійських ігор 2020 року, призер чемпіонату Європи.

## Виступи на Олімпіадах
| Олімпіада  | Дисципліна      | Місце |
| ---------- | --------------- | ----- |
| Токіо 2020 | до 81 кг        | 5     |
| Токіо 2020 | змішана команда | 3     |